# Loi sur le régime spécial d'Aran
Lire en ligne

(ca) LLEI 1/2015, del 5 de febrer, del règim especial d'Aran.

La loi sur le régime spécial d'Aran (en catalan Llei del règim especial d'Aran et en aranais Lei suth regim especiau dera Vath d'Aran)  est une loi adoptée par le Parlement de Catalogne, promulguée le 5 février 2015. Elle établit un nouveau statut d'autonomie pour le Val d'Aran au sein de la Généralité de Catalogne, qui remplace la loi sur le régime spécial du Val d'Aran de 1990. 
Elle reconnaît le caractère de « réalité nationale occitane » d'Aran, garantit son autonomie politique et la singularité de son organisation territoriale et institutionnelle, consacre l'occitan aranais comme langue préférentielle de l'administration, et prévoit des transferts de compétences, un nouveau système de financement et une réforme électorale.
La loi, issue d'une proposition commune de tous les groupes politiques, est adoptée par le Parlement le 21 janvier 2015 par 121 voix « pour » et 9 abstentions, avec le soutien de tous les partis, sauf Ciutadans (C's) qui s'est abstenu. Elle est l'aboutissement d'un long processus de réforme engagé depuis l'approbation du nouveau Statut d'autonomie de la Catalogne de 2006.

## Contexte

### Législation antérieure
Le Val d'Aran est une entité territoriale particulière dotée de l'autonomie au sein des institutions de la Généralité de Catalogne. Il est régi par un statut particulier depuis la loi sur le régime spécial du Val d'Aran de 1990, qui rétablit ses institutions politiques propres, le Conseil général et le Síndic d'Aran.
Le Statut d'autonomie de la Catalogne de 2006 consacre la singularité d'Aran, qui est reconnue comme « une réalité occitane dotée d'une identité culturelle, historique, géographique et linguistique ». L'article 11 du Statut reconnaît la présence d'une fraction de la nation occitane sur le territoire catalan, dont il garantit la protection par un régime juridique spécial, et consacre l'aranais comme troisième langue officielle de la Catalogne. Enfin, l'article 94 du Statut définit les institutions politiques d'Aran, et renvoie à une loi pour déterminer ses compétences et ses ressources financières.
La loi sur l'occitan, aranais à l'Aran, de 2010, réglemente le statut de langue officielle de l'aranais, en favorisant son usage par les administrations publiques aranaises. Le rang préférentiel reconnu à l'aranais est contesté par le gouvernement espagnol, et suspendu par le Tribunal constitutionnel en septembre 2011.

### Projets de réforme
L'entrée en vigueur du nouveau Statut d'autonomie de la Catalogne de 2006, qui consacre la singularité aranaise, est à l'origine du processus de réforme du statut d'Aran. En 2009, les partis politiques aranais s'accordent pour demander la rédaction d'un nouveau statut, qui reconnaisse l'Aran comme « réalité nationale », institue une autorité linguistique aranaise, garantisse la spécificité de son organisation territoriale, et crée une commission bilatérale entre la Généralité et le Conseil général d'Aran sur les questions financières. L'initiative est transmise au Parlement de Catalogne mais n'aboutit pas avant la fin de la législature.
Après les élections législatives du 28 novembre 2010, la proposition de réforme du statut est relancée avec l'appui du nouveau gouvernement catalan dirigé par Convergence et Union (CiU). Une nouvelle proposition est faite par le Síndic d'Aran en 2011, avec l'objectif d'obtenir un consensus politique pour 2013. L'initiative n'aboutit pas en raison de la dissolution du Parlement en 2012.

### Situation politique
La réforme du statut d'Aran a lieu dans le contexte du débat sur l'indépendance de la Catalogne, alors que l'indépendantisme progresse rapidement depuis l'annulation d'une partie du Statut par le Tribunal constitutionnel en 2010. La population aranaise constitue une minorité nationale occitane au sein de la Catalogne et de l'Espagne, et la perspective de la création d'un État-nation catalan suscite un débat sur son appartenance. Une étude de 2007 avait établi que les habitants du Val d'Aran se sentent en majorité aranais plutôt qu'espagnols ou catalans.
La vie politique d'Aran est dominée par deux grands partis politiques qui coïncident sur la défense de l'autonomie aranaise. Convergència Democràtica Aranesa (ca) (CDA), majoritaire et liée à Convergència, est favorable à un statut d'autonomie avancée pour l'Aran au sein d'une Catalogne indépendante. Unitat d'Aran (ca) (UA), liée au Parti des socialistes de Catalogne, défend le maintien du statu quo institutionnel.
En octobre 2012, le Conseil général d'Aran adopte à l'unanimité une motion réclamant le droit à l'autodétermination d'Aran en cas d'indépendance de la Catalogne. Le gouvernement catalan déclare à plusieurs reprises qu'il favoriserait l'autonomie d'Aran au sein d'un État catalan indépendant, mais qu'il ne s'opposerait pas à donner au Val d'Aran le droit à l'autodétermination.

## Adoption

### Proposition de loi
Le 23 mai 2013, le Parlement de Catalogne approuve à l'unanimité une motion de Convergence et Union (CiU) qui déclenche la réforme du statut d'Aran. Les députés ont recours à la procédure de la commission conjointe, qui permet que la proposition de loi soit rédigée collectivement par tous les groupes parlementaires. La commission chargée de rédiger la proposition de loi est constituée dans les semaines suivantes. Elle est composée d'Àlex Moga (ca) (CiU), Josep Cosconera (ca) (ERC), Àngel Ros (PSC), Dolors López (ca) (PPC), Sara Vilà Galan (ICV-EUiA), Carina Mejías (ca) (C's) et Isabel Vallet (ca) (CUP).
En février 2014, le Parlement adopte une motion qui réitère son engagement à protéger la spécificité de l'Aran. La motion est approuvée avec les voix des groupes CiU, ERC, PSC, ICV-EUiA et CUP. Elle enjoint au gouvernement de garantir le régime juridique spécifique d'Aran et son caractère d'« entité singulière, unique et autonome », d'assurer l'usage préférentiel de l'aranais par l'administration, et elle souligne le rôle d'Aran comme « un trait d'union culturel, politique et économique entre les Pays catalans et l'Occitanie ».

### Débats parlementaires
La proposition de loi, signée par tous les groupes politiques, est débattue par le Parlement le 11 juin 2014 sans opposition.
La proposition est examinée en commission parlementaire à l'automne 2014. Le Síndic d'Aran, Carles Barrera, présente lors d'une audition les demandes du territoire : disposer d'un système de financement plus stable et de ressources correspondant aux transferts de compétences, bénéficier d'un statut territorial particulier, et favoriser le développement de l'aranais.
CiU dépose une soixantaine d'amendements issus des consultations parlementaires, pour définir Aran comme une autonomie politique, assurer son exclusion du régime municipal espagnol, et lui transférer de nouvelles compétences dans les domaines du droit civil, de l'audiovisuel public et de l'action extérieure.
Les discussions en commission se prolongent jusqu'à la fin de l'année 2014 pour permettre d'obtenir un compromis entre les groupes politiques. L'objectif des députés est d'adopter définitivement la nouvelle loi en janvier 2015, pour éviter l'application de la réforme municipale espagnole qui remettrait en cause l'autonomie d'Aran, et pour qu'elle soit votée avant l'éventuelle dissolution du Parlement qui est envisagée par le gouvernement,.

### Vote
La loi sur le régime spécial d'Aran est adoptée le 21 janvier 2015 par 121 voix « pour » et 9 abstentions. Convergence et Union (CiU), la Gauche républicaine de Catalogne (ERC), le Parti des socialistes de Catalogne (PSC), le Parti populaire catalan (PPC), Initiative pour la Catalogne Verts - Gauche unie et alternative (ICV-EUiA) et la Candidature d'unité populaire (CUP) votent « pour » ; seul Citoyens (C's) s'abstient,.
Deux articles font l'objet d'un vote séparé et sont adoptés par 103 voix « pour » et 27 voix « contre », du PPC et de C's. Le premier, inséré à l'initiative d'ERC, ICV-EUiA et de la CUP, reconnaît le caractère de « réalité nationale occitane » au Val d'Aran. Le second, également porté par ERC et la CUP, consacre son droit à l'autodétermination en prévoyant une consultation du peuple aranais sur le nouveau statut,.
L'aranais est reconnu comme la langue propre d'Aran et son usage est préféré par l'administration. Les amendements du PPC et de C's pour éliminer son caractère préférentiel, tout comme celui de la CUP pour instaurer un devoir de connaître l'aranais, sont rejetés,.
Un amendement ayant fait l'objet d'un accord entre ERC, le PSC, le PPC et ICV-EUiA inscrit le principe de la réforme du système électoral aranais dans la loi.

## Contenu
La loi consacre Aran comme une « réalité nationale occitane, dotée d'une identité culturelle, historique, géographique et linguistique ». Elle garantit la protection de ses droits historiques à l'identité nationale et à l'autonomie politique. Elle reconnaît les symboles d'Aran, qui sont le drapeau (ca), le blason (ca), la fête et l'hymne national (ca).
La loi reconnaît un droit à l'autodétermination d'Aran en prévoyant l'organisation d'une consultation du peuple aranais sur le statut.
En matière linguistique, la loi consacre l'aranais comme la langue propre d'Aran, et prévoit son usage préférentiel dans les administrations publiques et l'enseignement. Elle renforce également le rôle de l'Académie de la langue occitane (ca).
En matière d'organisation territoriale, la loi consacre la singularité territoriale du Val d'Aran : il n'est pas inclus dans les structures territoriales catalanes, et perd notamment son statut de comarque. Il dispose de sa propre organisation territoriale en six terçons. Vielha est officiellement reconnue comme capitale d'Aran.
En matière d'organisation institutionnelle, la loi pose le principe d'une réforme du système électoral d'Aran, qui devra intervenir au moment de l'adoption de la loi électorale catalane, ou à défaut, à l'issue d'un délai de deux ans.
La loi étend les compétences du Val d'Aran, notamment dans les domaines de l'aménagement du territoire, l'urbanisme, l'environnement et la gestion des risques. Aran se voit également reconnaîre un droit civil propre. Enfin, le statut prévoit une réforme de son système de financement dans un délai de trois ans, pour remplacer les négociations annuelles par un système qui lui assure des ressources stables.

## Application
La mise en œuvre de la loi sur le régime spécial d'Aran est concertée au sein d'une commission bilatérale qui réunit le gouvernement de Catalogne et le Conseil général d'Aran. Celle-ci se réunit pour la première fois le 20 février 2015 pour régler les modalités du transfert des compétences en matière de protection civile, d'archives, de patrimoine festif et de commerce et d'artisanat. Les décrets transférant ces compétences sont signés dans les semaines qui suivent.
Lors de sa troisième réunion en juillet 2015, la commission bilatérale décide de fixer un calendrier pour les transferts de compétences, de transférer des ressources au Val d'Aran pour l'exercice de ses compétences en matière de santé, et de créer un groupe de travail pour la réforme du système de financement.
Le gouvernement catalan et le gouvernement espagnol concluent le 3 novembre 2015 un accord qui évite un recours contre la loi sur le statut spécial d'Aran devant le Tribunal constitutionnel. Le gouvernement espagnol renonce à contester l'usage préférentiel reconnu à l'aranais dans l'administration, et l'organisation d'une consultation du peuple aranais sur son statut, dans la mesure où ce vote n'est pas décisionnel.
La consultation du peuple aranais, prévue par la loi sur le statut spécial d'Aran dans les six mois suivant les élections locales de 2015, est cependant empêchée par la suspension par le Tribunal constitutionnel de la loi sur les consultations populaires non référendaires de 2014, qui réglemente ce type de consultation.